# الخروج من التابوت (كتاب)
كتاب الخروج من التابوت هو كتاب من تأليف الدكتور مصطفى محمود تحدث فيه عن كيف يسرق السارق جثة لا تنفعه بشيء، ويترك ذهباً بهذه القيمة؟ كان هناك تفسير واحد: أن المومياء كانت مدفونة في مقبرة أخرى، اقتحمها اللصوص وأتلفوا الجثة (على عادة اللصوص أيام الفراعنة) وسرقوا ما أمكنهم سرقته من متاع المقبرة، ثم فطن الكهنة المشرفون إلى أمر السرقة وما حاق بالجثة من تلف، فنقلوا التابوت الفارغ إلى مقره الجديد وغطوه، وأخفوا أمر السرقة عن فرعون، وكوموا ما تبقى من متاع حول التابوت، وتركوا كل شيء في فوضى، لأنهم كانوا في عجلة من أمرهم، وفي رعب من أن يكتشف فرعون ما حدث، فيعاقبهم عقاباً شديداً على تقصيرهم في حراسة المقابر (ولم يكن لكهنة المقابر في تلك الأيام عمل سوى حراستها من اللصوص) ومعنى هذا أن التابوت لشخص عظيم القدر. وإذا كان هذا المتاع هو ما تبقى من المقبرة بعد سرقتها، فلا بد أنه كان متاعاً فخماً هائلاً، وهذا يؤكد مرة أخرى أهمية الميت، وعلو مقداره.

## مقتطفات من الكتاب
- “اعلم أن الحياة لا تصلح بغير صلاة، وأن صلاتك لا تكون نافعة، إلا حينما تنسى أنك تصلي، وتتوجه بكليتك إلى روح الوجود في صرخة استنجاد واستغاثة ودهشة وإعجاب وحب وابتهال مأخوذ”
- “حينما تبدأ بتكذيب حواسك فقد بدأت قصة تعبك”
- “إن حياة تنتهى بالموت، ولا بقاء بعدها، هي حياة لا تستحق ان نحياها ”
- “إن ما يظهر لنا من امر هذا الكون يتوقف على الموقف النسبى الذي نلاحظ من الاشياء والحقيقة يمكن ان تتخذ الف شكل لاعيننا إذا اتخذنا الف موقف نلاحظها منة”
- “السعادة تنبع من داخل الإنسان وليس من الخارج …”
- “...و الإنسان عدو لما يجهل. . وهو لهذا لا يحاول أن يفهم. . ويغلق كل باب يدخل منه النور بغبائه وتعصبه. .”
- “إننا لا نرى في الأحلام إلا نفوسنا وانشغالاتنا وهمومنا..”
- “لماذا لا ننظر ببراءة الطفل، لنرى الأشياء في جدتها المدهشة، ولنرى الظواهر نابضة، موحية بآلاف الحقائق”
- “لم أعد أستطيع أن أفعل شيئا.. وكيف يستطيع عقل وحيد يتحدى رؤى الواقع الصفيق أن يفعل أكثر مما فعلت.. ما أنا الا إشارة على الطريق.. والطريق طويل بلا نهاية..”
- “كل ماتقوله لك أنانيتك شر، لأنها تجعلك في عزلة عن الآخرين، وتحرم روحك غذائها الطبيعي، باتصالها بالحياة في جميع مجالاتها.. أنانيتك تفقرك وتجذب روحك.”
- “هم يعيبون على الشرق أنه سادر في أديانه وروحانياته ولكن الأديان ردت للفرد كرامته وقداسته، واعتبرته حقيقة مطلقة باقية، حينما أعطته روحاً تعلو على الموت وتتحدى الفناء، وهي بهذا أعطته العزاء والأمل، وجعلت من عذابه كفارة، ومن آلامه فداء...”

## وصلات خارجية
- فيديو حلقات الدكتور مصطفى محمود.
- مدونة الدكتور مصطفى محمود.
- "كان نائماً في سكينة تامة لم يستيقظ منها": ابنة مصطفى محمود لـ"العربية.نت": العالم الكبير رحل في هدوء، العربية نت،31 أكتوبر 2009.
- صفحة مصطفى محمود على موقع أبجد
- صفحة اقتباسات مصطفى محمود على موقع أبجد
- صفحة باسم الدكتور رائعة على الفيس بوك
- الفيلم الوثائقي العالم والايمان على اليوتيوب
- محمود تحميل كتب الدكتور مصطفى محمود كاملة pdf